# Selkie

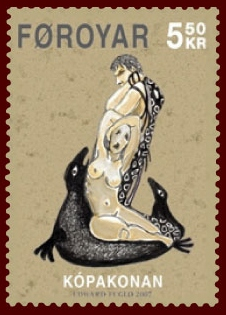
Een Selkievrouw, afgebeeld op een Faeröerpostzegel.

De Selkie (ook wel gespeld als selchie, Iers/Schots-Gaelisch: selchidh, Schots: selkie fowk) is een mythisch wezen uit Schotse, Ierse en Faeröer mythologie. Soortgelijke wezens komen ook voor in IJslandse volksverhalen. Selkies zouden volgens de mythe zeehonden zijn, die op het land hun huid af kunnen werpen en zo een menselijke gedaante aan kunnen nemen. 
De meeste mythen over Selkies komen van de Orkneyeilanden en de Shetlandeilanden.

## Naam
De naam Selkie is afgeleid van het Oudschotse woord selich, wat op zijn beurt weer komt van het Oudengels seolh, wat zeehond betekent.

## Selkies volgens de mythe

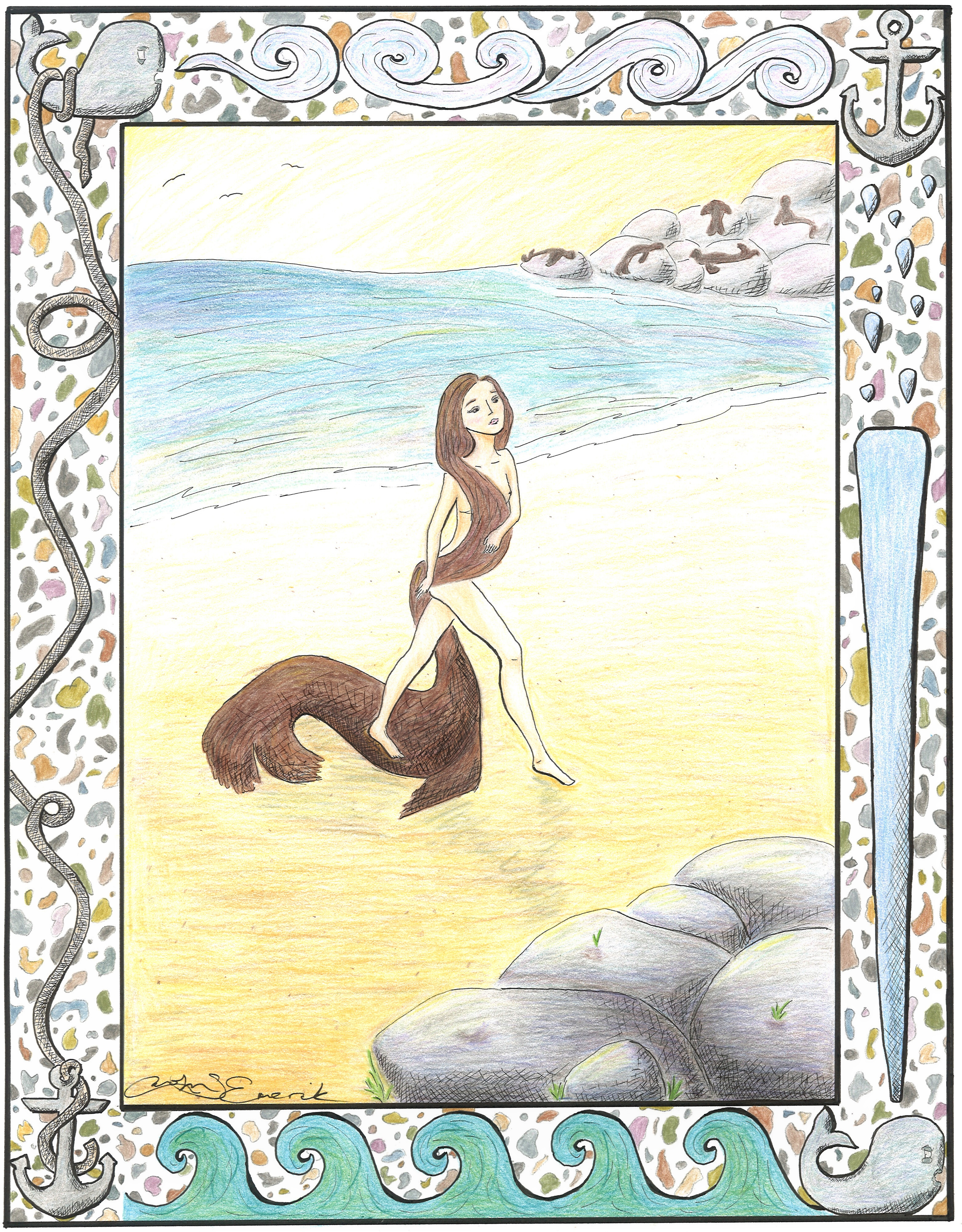
Een Selkie stapt uit haar huid op het strand.

Selkies kunnen volgens de mythen zowel mannen als vrouwen zijn. De meeste verhalen over Selkies zijn romantische tragedies waarin mensen (soms zonder het zelf te beseffen) verliefd worden op een Selkie in mensengedaante.
Mannelijke Selkies zouden in mensengedaante een sterke aantrekkingskracht uitoefenen op mensenvrouwen, vooral vrouwen die ontevreden zijn met hun leven. Volgens de mythe moet een vrouw die contact wil zoeken met een Selkie zeven tranen huilen in de zee.
Als een man de huid van een vrouwelijke Selkie steelt, is ze in zijn macht en moet ze zijn bruid worden. Ze zal dan een perfecte echtgenote worden en kan zelfs kinderen krijgen met haar menselijke echtgenoot, maar als ze ooit haar huid terugvindt, keert ze meteen weer terug naar de zee en zal ze in principe geen contact meer zoeken met haar man.
In verhalen afkomstig van de Shetlandeilanden lokken Selkies soms mensen bewust de zee in. Deze mensen keren vervolgens nooit meer terug naar land.

## Oorsprong
Over waar de mythen over Selkies vandaan komen, doen meerdere theorieën de ronde. 
Volgens Schotse folklorist David MacRitchie zijn de mythen over Selkies mogelijk terug te voeren naar contact tussen de eerste inwoners van Schotland, en de Finnen en Samen. Samen maakten gebruik van kajakken en kleding gemaakt van zeehondenpels, wat mogelijk heeft bijgedragen tot de verhalen over zeehonden die na het afwerpen van hun huid mensen werden.

## Selkie in media
- De Australische film Selkie uit 2000 draait om een tienerjongen die ontdekt dat hij een Selkie is.
- Selkies zijn een van de mythische rassen binnen het rollenspel Dungeons & Dragons.
- In Meermonster, het 13e boek uit de kinderboekenserie Dolfje Weerwolfje, speelt een Selkie een belangrijke rol.
- Een van de protagonisten uit de Petaybee Series van Anne McCaffrey is een Selkie.
- Een aflevering van de Canadese tv-serie  Lost Girl  draait om een groep Selkies wier huid gestolen is door de uitbater van een nachtclub.
- De Ierse film Ondine draait om een Selkievrouw die een relatie krijgt met een visser.
- De tekenfilm Song of the Sea vertelt het verhaal van twee kinderen van een Selkievrouw.
- Een ras van Selkies speelt mee in seizoen 5 van de animatieserie Winx Club.
- Het nummer Selkie van de Nederlandse band Blackbriar vertelt het verhaal van een man die verliefd wordt op een vrouwelijke Selkie.